# 香港&上海ホテルズ
香港&上海ホテルズ（The Hongkong and Shanghai Hotels, Limited）はホテル運営会社で、創業は1866年。本社は香港で、漢字表記は「香港上海大酒店有限公司」。1929年スエズ運河より東側で最高のホテルをキャッチコピーに第一号ザ・ペニンシュラ香港を開業。

## 概要
オーナーはバグダッドを発祥とするユダヤ人のカドゥーリー家の人間が1930年代から代々務めており、その本業は発電・インフラ開発であり中華電力（香港最大の電力会社）を傘下に持つCLPホールディングスという香港を代表する企業のオーナーでもある。ちなみに香港&上海ホテルズとCLPホールディングスは香港市場で別々に上場している。
創業当時は社名の通り主に香港と上海でホテルを経営し、1960年代にはキャセイ・パシフィック航空と合同で機内食事業にも進出、さらに香港の夜景見物でおなじみのピークトラムの運営にも携わるなど活動の場を広げていった。
香港&上海ホテルズは、自社運営のホテルを統括するマーケティング部門として1973年にペニンシュラ・グループを設立し、マニラとバンコクでペニンシュラホテルを開業。1988年にはニューヨークにあるホテル・マキシム・ド・パリを買収しザ・ペニンシュラ・ニューヨークに改名、ペニンシュラホテル初の西洋進出を果たした。
1990年代に入るとリゾートホテルの運営に乗り出した香港&上海ホテルズだったが、アジアの経済危機に直面してしまい、また、リゾートホテルを運営する上で必要なノウハウに欠けていたことに気づき、リゾートホテルの運営から撤退した。
現在、香港&上海ホテルズはシティホテルの事業拡大を進めており、ヨーロッパへの進出を視野に入れている。2007年9月10日には日比谷パークビル跡地に「ザ・ペニンシュラ東京」がオープン、2010年上海万博が行われる前年の2009年10月に古巣上海で外灘（バンド）近くの1980～1990年代に賑わった外国人専用デパート「上海友誼商店」跡地に「ザ・ペニンシュラ上海」がオープン。2014年には10番目のホテルとしてザ・ペニンシュラ・パリがオープンした。

## ホテル所在地

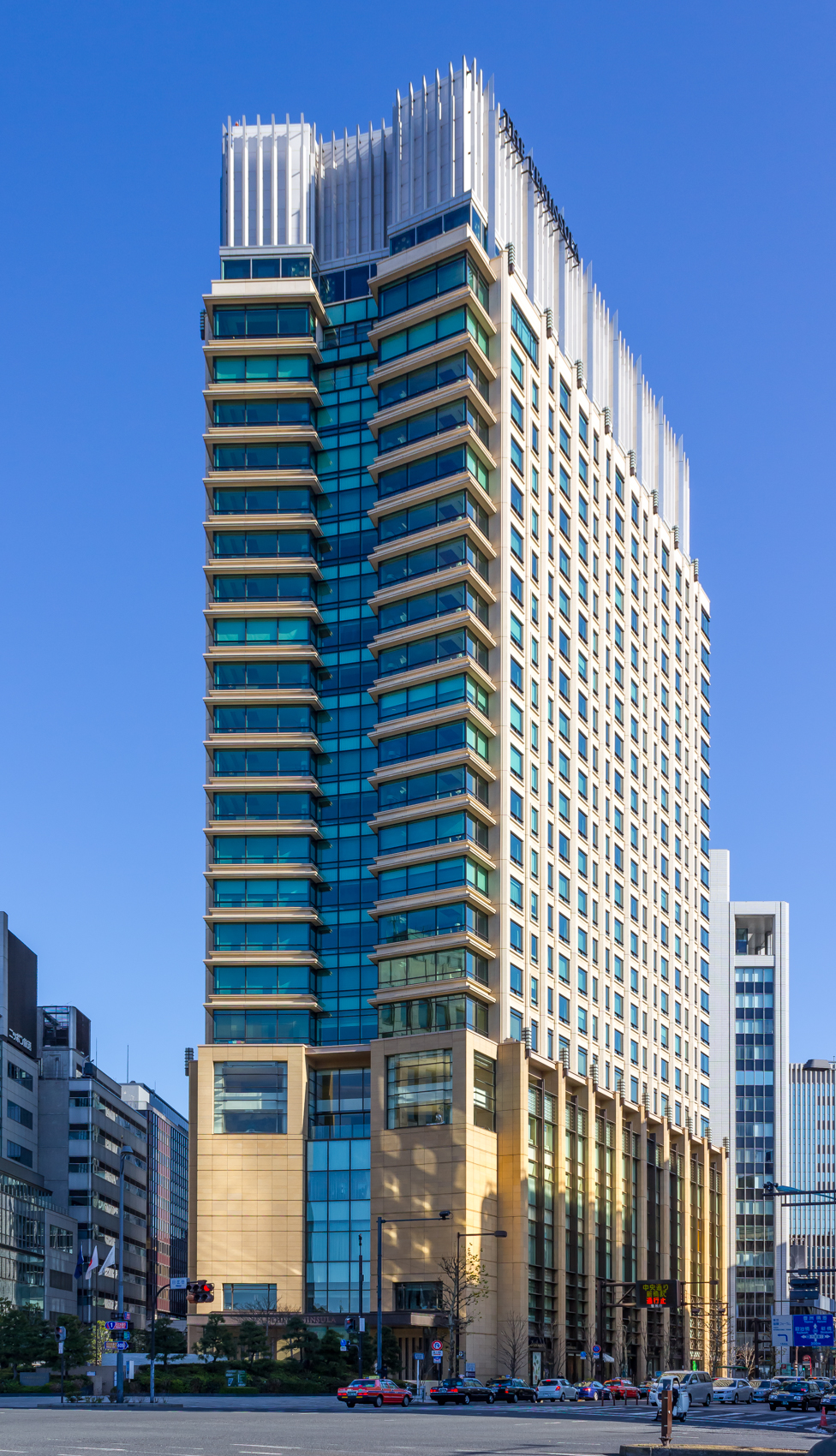
ザ・ペニンシュラ東京

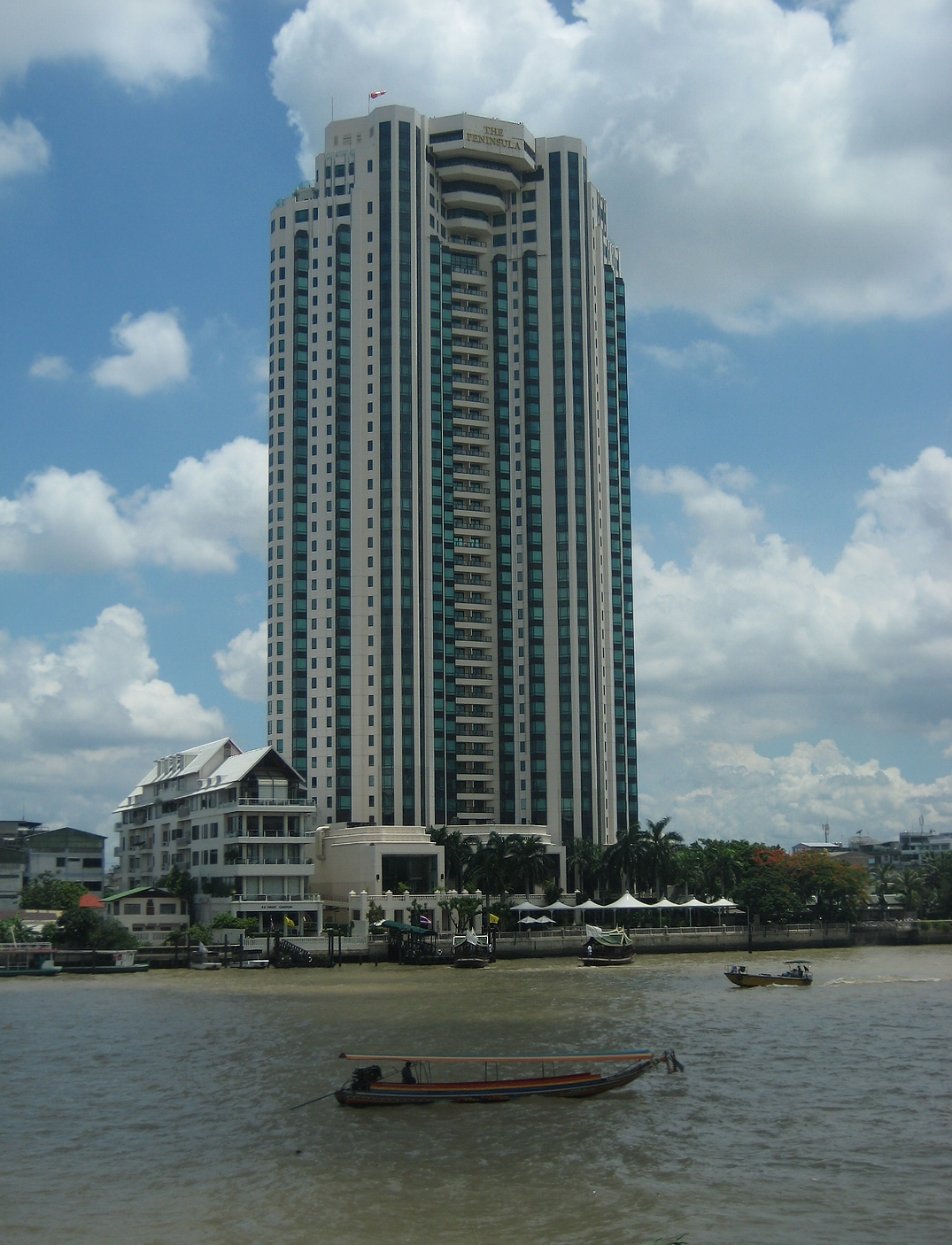
ザ・ペニンシュラ・バンコク

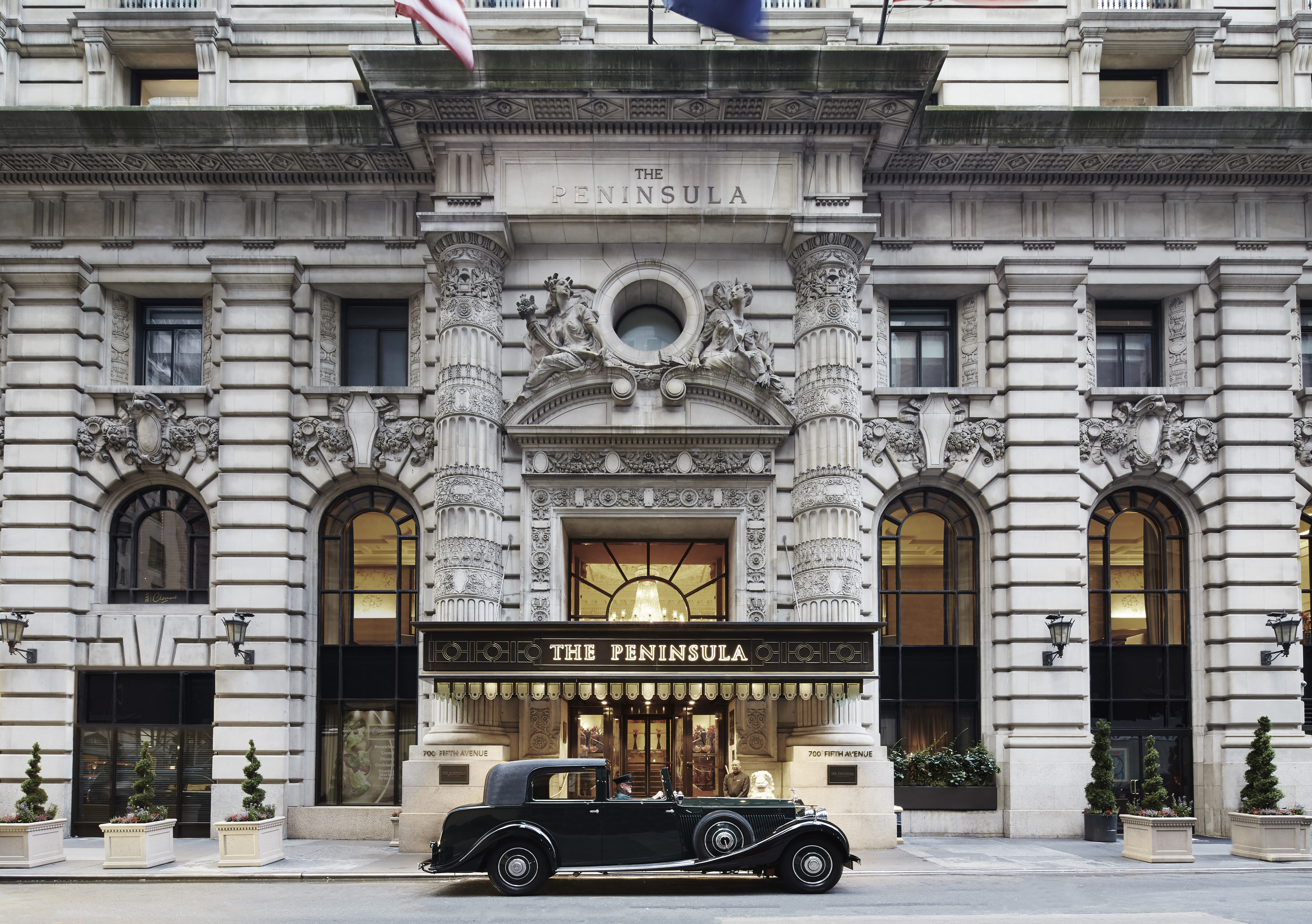
ザ・ペニンシュラ・ニューヨーク

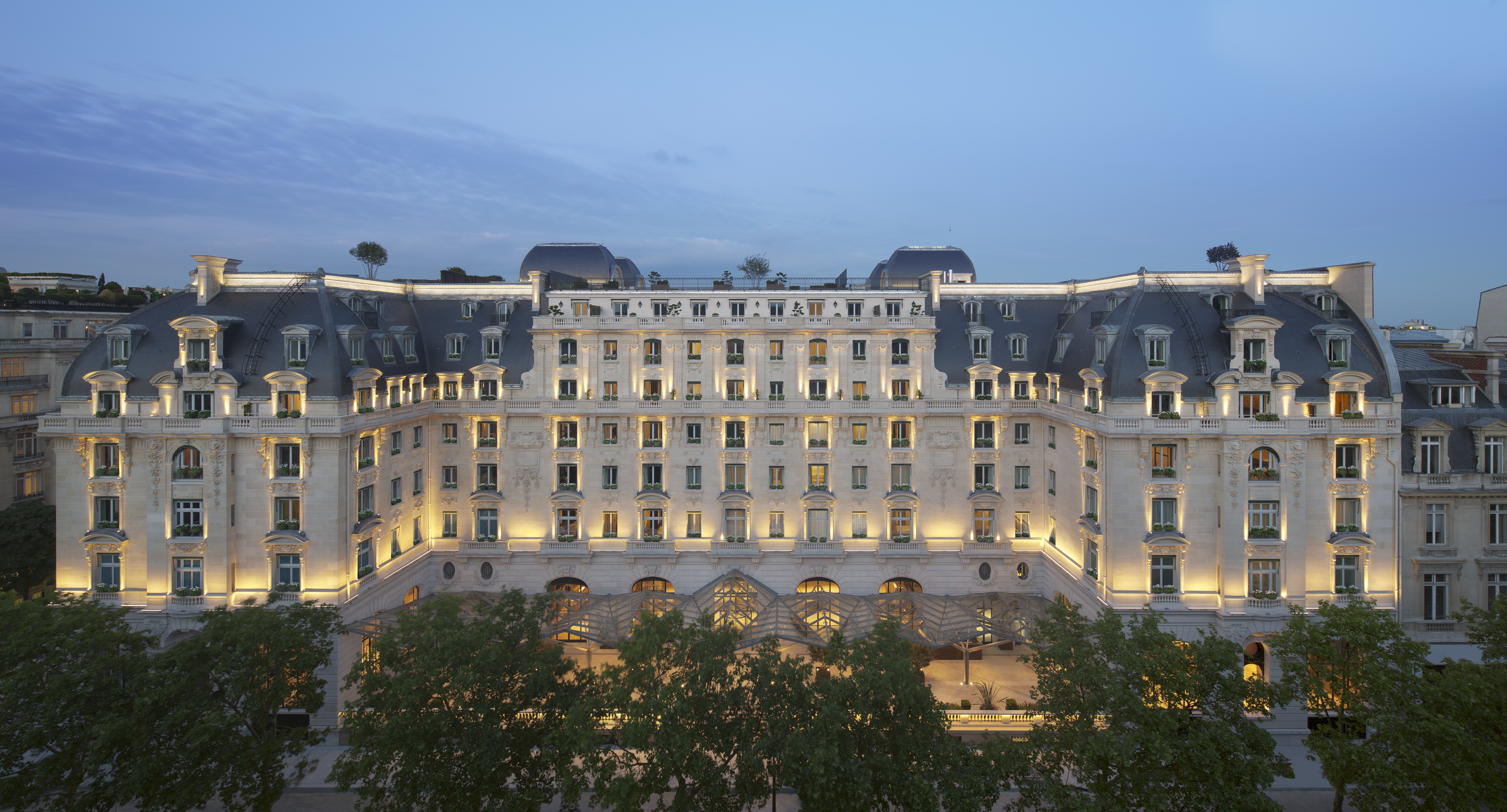
ザ・ペニンシュラ・パリ

- 香港
  - ザ・ペニンシュラ香港
- アメリカ合衆国
  - ザ・ペニンシュラ・ニューヨーク
  - ザ・ペニンシュラ・シカゴ
  - ザ・ペニンシュラ・ビバリーヒルズ
- 日本
  - ザ・ペニンシュラ東京
- タイ
  - ザ・ペニンシュラ・バンコク
- 中国
  - ザ・ペニンシュラ・上海
  - ザ・ペニンシュラ・北京
- フィリピン
  - ザ・ペニンシュラ・マニラ
- フランス
  - ザ・ペニンシュラ・パリ
- イギリス
  - ザ・ペニンシュラロンドン
- トルコ
  - ザ・ペニンシュラ・イスタンブール